# Le Signe sur la porte
Pour plus de détails, voir Fiche technique et Distribution.
Le Signe sur la porte (titre original : The Locked Door) est un film américain en noir et blanc réalisé par George Fitzmaurice, sorti en 1929.

## Synopsis
Ann Carter, une jeune femme inexpérimentée, accepte une invitation à dîner de Frank Devereaux, le fils de son employeur. Le rendez-vous s'avère bien différent de ses attentes. Il a lieu à bord d'un « bateau à rhum » naviguant au large pour contourner les restrictions de la Prohibition. Pire encore : Frank s'avère être un goujat. Quand Ann tente de partir, il verrouille la porte et essaye d'abuser d'elle, déchirant sa robe. Une patrouille de police l'empêche d'arriver à ses fins. Un photographe prend une photo d'Ann et Frank au moment de leur d'arrestation ; Frank achète la photo.
Dix-huit mois plus tard, Ann est mariée au riche Lawrence Reagan et est heureuse en ménage. Ils sont sur le point de célébrer leur premier anniversaire de mariage lorsque Frank refait surface dans la vie d'Ann, en tant que petit-ami de sa jeune et naïve belle-sœur, Helen.

## Fiche technique
- Titre : Le Signe sur la porte
- Titre original : The Locked Door
- Réalisation : George Fitzmaurice
- Scénario : C. Gardner Sullivan d'après la pièce The Sign on the Door de Channing Pollock
- Dialogues : Earle Browne et George Scarborough
- Production : George Fitzmaurice
- Société de production : George Fitzmaurice Productions et Feature Productions
- Distribution : United Artists
- Photographie : Ray June et (premier assistant opérateur) Robert H. Planck
- Montage : Hal C. Kern
- Direction artistique : William Cameron Menzies
- Présentation : Joseph M. Schenck
- Pays de production :  États-Unis
- Format : noir et blanc — 35 mm — 1,20:1 — son : Mono
- Genre : Drame
- Durée : 74 minutes
- Dates de sortie :
  - États-Unis : 16 novembre 1929
  - France : 18 mars 1932